# Alliance française en Slovaquie et en Tchéquie

Logo de l'Alliance française

 (novembre 2014).
Si vous disposez d'ouvrages ou d'articles de référence ou si vous connaissez des sites web de qualité traitant du thème abordé ici, merci de compléter l'article en donnant les références utiles à sa vérifiabilité et en les liant à la section « Notes et références ».
Le réseau de l'Alliance française en Slovaquie et en Tchéquie, constitué peu à peu à partir de 1886, est devenu très dense à la fin de la première République tchécoslovaque (1918-1938). En 1938, 77 sections de l'Alliance Française étaient actives sur l'ensemble du territoire. Ce réseau fut démantelé à la suite de l'invasion de la Tchécoslovaquie par les nazis. Malgré un début de recomposition après la Seconde Guerre mondiale, il disparut complètement au début des années 1950. Après la révolution de velours, le réseau de l'Alliance française s'est fortement développé grâce aux efforts déployés par le ministère français des Affaires étrangères et à l'engagement des collectivités locales tchèques et slovaques.
Le réseau des Alliances françaises de Tchéquie et de Slovaquie compte aujourd'hui huit Alliances françaises en activité (six en Tchéquie, deux en Slovaquie), elles-mêmes intégrées dans le réseau des 1 040 Alliances françaises présentes dans le monde. L'Alliance française de Banská Bystrica, en Slovaquie centrale, fut ainsi la première Alliance française à rouvrir ses portes en 1990.
Les Alliances françaises coopèrent avec les Instituts français de Prague et de Bratislava, ainsi qu'avec le service de coopération et d'action culturelle des Ambassades de France à Prague et à Bratislava. Elles ont pour objectif de contribuer au rayonnement de la langue et de la culture françaises et au développement des échanges culturels.
Durant de nombreuses années, l'Alliance française de Paris a conservé un délégué général compétent pour la Tchéquie et la Slovaquie et les directeurs des deux pays ont continué à se réunir annuellement, alternativement dans les deux pays.

## L'Alliance française en Tchéquie

### Historique
Le réseau des Alliances françaises des pays tchèques est très ancien. Dès 1886 est créée à Prague, la première Alliance française d'Europe centrale. L'année suivante, elle compte 254 adhérents parmi lesquels Tomáš Garrigue Masaryk. À la veille de la Seconde Guerre mondiale, les Alliances françaises sont démantelées par les nazis, puis subissent l'hostilité des communistes. Depuis 1990, les Alliances françaises ont connu leur renouveau. 

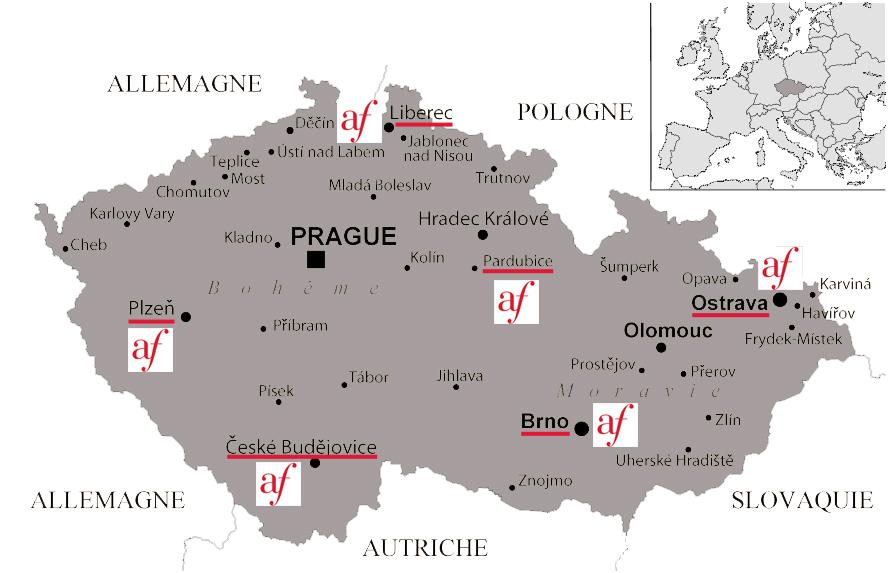
Carte des Alliances françaises en Tchéquie

Le réseau tchèque en compte actuellement six, situées à Brno, České Budějovice, Liberec, Ostrava, Pardubice et Plzeň.
- Brno : Alliance française de Brno, association tchèque à but non lucratif fondé en 1992 dont les missions sont la diffusion de la langue française (cours, certifications), des cultures françaises et francophones. La principale manifestation culturelle est le Festival international Bonjour Brno[1].
- České Budějovice : Alliance française de Bohême du Sud, association tchèque à but lucratif, dont les missions consistent à donner des cours de français et à organiser quelques manifestations.
- Liberec
- Pardubice
- Plzeň
- Ostrava

La coordination générale des Alliances de Tchéquie est aujourd'hui chargée de la communication entre le réseau et la Fondation Alliance française d'une part, et entre le réseau et les services diplomatiques, d'autre part. Il ne s'agit pas d'un organe décisionnel puisque les décisions appartiennent au conseil d'administration de chaque alliance, mais davantage d'un organe de communication entre différentes structures (entre autres par le biais d'un site Internet regroupant les portails web des alliances).

### Missions et activités des Alliances françaises de Tchéquie

#### L'enseignement de la langue française
Les six Alliances françaises de Tchéquie sont toutes enseignantes et proposent à cet effet une offre de cours variée. Celle-ci concerne les cours de français général en groupe, pour tous les niveaux, les cours de préparation aux examens DELF-DALF, les cours de conversation et les cours individuels. Les deux principales sessions, de septembre à février, et de février à juin suivent le calendrier universitaire. 
Les Alliances françaises dispensent également des cours de français au sein d'établissements scolaires et d'entreprises, et organisent des sessions de cours de français intensifs lors des vacances d'été, et pour certaines lors des week-ends ou des vacances d'hiver.
Plusieurs Alliances françaises se sont jointes au programme « Un An en France », celui-ci permettant à des lycéens tchèques d'effectuer une année de leur scolarité au sein d’un établissement scolaire français.

#### Centre d'examen
Les Alliances françaises de Tchéquie font partie des neuf centres d'examen DELF-DALF présents sur le territoire. Ces diplômes valident les niveaux de connaissance de la langue française selon le Cadre européen commun de référence pour les langues (CECR).

#### Diffusion des cultures française et francophones
Organisés par les Alliances françaises en partenariat avec les institutions culturelles de leur ville, parfois en lien avec les collectivités territoriales et l'Institut français de Prague, plusieurs événements culturels viennent ponctuer l'année parmi lesquels :
- la Journée européenne des langues (septembre),
- la Semaine du goût (octobre)
- le festival de l'Automne français (aussi intitulé festival des cultures francophones) (octobre/novembre). Événement majeur du réseau des Alliances françaises de Tchéquie, organisé en synergie avec cinq des associations présentes sur le territoire, il est propose au public tchèque un programme pluridisciplinaire composé de spectacles de danses, concerts, expositions, projections de films, etc.
- les Journées internationales de la Francophonie (mars).
- Le Festival international Bonjour Brno (avril)
- la Fête de la musique (juin)

Le reste de l'année, les Alliances françaises proposent une programmation culturelle régulière mêlant expositions, concerts, petits-déjeuners et cafés français, atelier d'initiation au français pour les enfants, soirées thématiques, etc.
Enfin, chacun des associations disposent d'un centre de documentation proposant romans, méthodes de langues, magazines français, bandes dessinées, CD, DVD.

## L'Alliance française en Slovaquie

Les Alliances françaises de Banská Bystrica (7 mai 1990), Lučenec (12 novembre 1990), Žilina (7 mai 1990) et Poprad (8 octobre 1992) voient le jour. Il faudra attendre le 8 avril 1998 pour que Košice renoue enfin avec sa tradition d’avant guerre.
Le réseau slovaque compte actuellement 2 comités en activité, 3 autres ayant été mis en sommeil en raison de leur taille trop modeste :
- Banská Bystrica
- Košice
- Lučenec (fermée en 2011)
- Poprad (fermée en 2011)
- Žilina (fermée en novembre 2007) : l'association FRASK (Francúzsko-slovenská asociácia - Association franco-slovaque) a repris ses objectifs depuis 2011.